# Astylosternus laurenti
Astylosternus laurenti là một loài ếch trong họ Astylosternidae.
Nó là loài đặc hữu của Cameroon.
Môi trường sống tự nhiên của nó là các khu rừng đất thấp ẩm nhiệt đới hoặc cận nhiệt đới và sông.
Nó bị đe dọa do mất môi trường sống.